# RCD Cup 1967
La RCD Cup 1967 (1967 RCD Cup) fu la seconda edizione della RCD Cup, competizione calcistica per nazionali riservata alle nazioni aderenti al patto di cooperazione regionale (Regional Cooperation for Development): Iran, Pakistan e Turchia. La competizione si svolse in Pakistan orientale (odierna Bangladesh) dal 25 novembre al 28 novembre 1967.

## Formula
- Qualificazioni

Nessuna fase di qualificazione. Le squadre sono qualificate direttamente alla fase finale.
- Fase finale

Girone unico - 3 squadre, giocano partite di sola andata. La vincente si laurea campione della RCD Cup.

## Stadi
| Dacca            | Dacca |
| ---------------- | ----- |
| Dacca Stadium    | Dacca |
| Capienza: 36.000 | Dacca |
|                  | Dacca |

## Squadre partecipanti
| Pr. | Squadra  | Data di qualificazione certa | Partecipante in quanto | Partecipazioni precedenti al torneo | Ultima presenza |
| --- | -------- | ---------------------------- | ---------------------- | ----------------------------------- | --------------- |
| 1   | Iran     | -                            | Qualificata di diritto | 1 (1965)                            | Iran 1965       |
| 2   | Pakistan | -                            | Qualificata di diritto | 1 (1965)                            | Iran 1965       |
| 3   | Turchia  | -                            | Qualificata di diritto | 1 (1965)                            | Iran 1965       |

Nella sezione "partecipazioni precedenti al torneo", le date in grassetto indicano che la nazione ha vinto quella edizione del torneo, mentre le date in corsivo indicano la nazione ospitante.

## Fase finale

### Girone unico

#### Classifica
| Pos | Squadra  | P.ti | G | V | N | P | GF | GS | DR |
| --- | -------- | ---- | - | - | - | - | -- | -- | -- |
| 1   | Turchia  | 4    | 2 | 2 | 0 | 0 | 8  | 4  | +4 |
| 2   | Iran     | 2    | 2 | 1 | 0 | 1 | 2  | 1  | +1 |
| 3   | Pakistan | 0    | 2 | 0 | 0 | 2 | 4  | 9  | -5 |

#### Risultati
| Arbitro: | Gönül |

|                          |           |  |
| Esmaeili 35’ Behzadi 65’ | Marcatori |  |

| Arbitro: | Khan |

|  |           |                |
|  | Marcatori | 70’ Güzelırmak |

| Arbitro: | Gönül |

|                                                                               |           |                                |
| Zemzem 4’, 6’ Acuner 32’, 80’ Altıparmak 34’ Elmastaşoğlu 40’ Sarıalioğlu 60’ | Marcatori | 53’ Aslam 79’, 87’, 89’ Jabbar |

## Statistiche

### Classifica marcatori
3 reti
- Abdul Jabbar

2 reti
- Ergün Acuner
- Fevzi Zemzem

1 rete
- Homayoun Behzadi
- Fariborz Esmaeili
- Sardar Aslam
- Ogün Altıparmak
- Ayhan Elmastaşoğlu
- Nevzat Güzelırmak
- Sanlı Sarıalioğlu